# Большой Мичкас
Большой Мичкас — село в Нижнеломовского района Пензенской области. Входит в Атмисский сельсовет.

## География
Село находится в 20 км к юго-востоку от районного центра — Нижний Ломов.
В юго-восточной части села протекает река Атмис (приток реки Мокши) с притоком реки Мичкас. К северо-востоку от села расположено село Атмис, северо-восточнее — село Вирга, отделённое лесным массивом, а к югу — село Лещиново.

## История
Основано село солдатами выборного полка Афанасия Казакова и его 58 товарищами после 1678 года. Другая часть села образована около 1718 года стольником Андреем Матвеевичем Апраксиным: крестьяне были переведены из села Стрелкова Московского уезда на купленную землю у ломовского подьячего Михаила Тархова.
Нижнеломовский край был издавна населён мордовскими племенами, и поэтому в названиях сёл сохранились слова мордовского происхождения. Таково же происхождение названия села Большой Мичкас: мичкассы — бондари.
В 1722 году в селе насчитывалось 72 двора, церковь, и «попов» двор; в 1720-е годы жители села были обложены подушной податью и переведены в разряд крестьян-однодворцев. Основные занятия населения — земледелие (пшеница, ячмень, овёс, просо, картофель, овощи) и животноводство (крупный рогатый и мелкий рогатый скот, птица). Лишь 29 % крестьянских хозяйств были безлошадными. Половина жителей занималась различными промыслами.
В начале XX века в селе располагались мельница, земли и винокуренный завод, спичечная фабрика, которые принадлежали Фёдору Ивановичу Ломакину. Он же входил в Земскую уездную Управу, располагал в городе Нижний Ломов базами, имел трактиры в нескольких сёлах.
Весной 1905 года Ломакин заложил фундамент будущего спиртозавода, уже осенью получили первую продукцию. В 1906 году была построена водяная мельница, от которой Ломакин получал большие доходы. Впоследствии часть мельницы была разрушена во время весеннего разлива реки Мичкас.
В 1913 году в селе были 7 маслобоен и просодранок, шерсточесальня, овчинный завод, 2 хлебозаготовительных магазина, 5 кузниц и 5 торговых лавок; церковно-приходская школа, в которой обучалось 56 учащихся. Грамотность среди работающего мужского населения достигла 32 %.
В 1917 году нового хозяина спиртзавода (сына Ф. И. Ломакина) раскулачили, завод перешёл в руки народной власти.

## Население
| 1710  | 1746  | 1795  | 1864  | 1877  | 1897  |
| ----- | ----- | ----- | ----- | ----- | ----- |
| 222   | ↗441  | ↗1466 | ↗1955 | ↗2329 | ↗2340 |
| 1911  | 1926  | 1930  | 1939  | 1959  | 1979  |
| ↗2778 | ↘2370 | ↘2302 | ↘2048 | ↘1657 | ↘1222 |
| 1989  | 2002  | 2010  |       |       |       |
| ↘950  | ↘808  | ↘658  |       |       |       |

## Известные уроженцы, жители
- Мурашкин Яков Андреевич — советский лётчик-истребитель, участник Великой Отечественной войны, командир эскадрильи 111-го гвардейского истребительного авиационного полка, Герой Советского Союза, гвардии капитан.
- Каурцев Иоанн Иоаннович (1836—1898) — священник Христорождественской церкви села Большой Мичкас с 1891 по 1898 гг, кавалер ордена святой Анны 3 степени.
- Каурцев Василий Иоаннович (?—?) — священник Христорождественской церкви Большого Мичкаса с 11 марта 1898 г.